# Foerschichthys flavipinnis
Genre
Espèce
Statut de conservation UICN

 LC  : Préoccupation mineure
Foerschichthys flavipinnis est une espèce de poissons cyprinodontiformes, la seule du genre Foerschichthys (monotypique).